# Salt River (Dominica)
Der Salt River ist ein Fluss an der Westküste von Dominica. Er verläuft im Parish St. John und mündet in der Douglas Bay ins Karibische Meer.

## Geographie
Der Salt River entspringt im Gebiet von Rhode Estate (⊙) ganz in der Nähe der Quelle des Bell Hall River.
Die Quellbäche fließen zunächst an steilem Hang nach Süden und wenden sich erst bei Bell Hall Estate nach Westen und von stetig in westlicher Richtung. Von Rechts und Norden mündet noch der größere Dormant River und weitere kleine Zuflüsse aus dem Gebiet von Everton Hall Estate, bevor er bei Tanetane von der Bay Street überquert wird und in die Douglas Bay mündet. Nach Norden schließt sich das Einzugsgebiet des Manicou River an und nach Süden der Bell Hall River, der streckenweise parallel verläuft.